# Aloysio José Leal Penna
Aloysio José Leal Penna SJ (* 7. Februar 1933 in Piquete, São Paulo, Brasilien; † 19. Juni 2012 in Belo Horizonte) war ein römisch-katholischer Geistlicher und Erzbischof von Botucatu.

## Leben
Aloysio José Leal Penna trat am 1. Februar 1950 der Ordensgemeinschaft der Jesuiten in Nova Friburgo bei. Nach der jesuitischen Ausbildung (1952/54) studierte er am Colégio Máximo Anchieta in Rio de Janeiro Philosophie (1955/57) und absolvierte ein Studium für das Lehramt. An der Päpstlichen Katholischen Universität von Rio de Janeiro war er Präfekt und lehrte Geographie (1958/60). Von 1961 bis 1963 studierte er Theologie am Colégio Máximo Cristo Rei in São Leopoldo. Er empfing durch Erzbischof Hélder Câmara am 21. Dezember 1963 die Priesterweihe und legte am 15. August 1966 im französischen Paray-le-Monial die Profess ab. An der Päpstlichen Universität Gregoriana erwarb er 1969 einen Abschluss in spiritueller Theologie.
Papst Johannes Paul II. ernannte ihn am 21. Mai 1984 zum Bischof von Paulo Afonso. Der Erzbischof von São Salvador da Bahia, Avelar Kardinal Brandão Vilela, spendete ihm am 22. Juli desselben Jahres die Bischofsweihe; Mitkonsekratoren waren Luciano Pedro Mendes de Almeida SJ, Weihbischof in São Paulo, und Jackson Berenguer Prado, emeritierter Bischof von Paulo Afonso.
Am 30. Oktober 1987 wurde er zum Koadjutorbischof von Bauru ernannt. Mit der Emeritierung Cândido Rubens Padíns OSB am 4. September 1990 folgte er ihm als Bischof von Paulo Afonso nach. Am 7. Juni 2000 wurde er zum Erzbischof von Botucatu ernannt. Am 19. November 2008 nahm Papst Benedikt XVI. sein altersbedingtes Rücktrittsgesuch an.
Er war Mitglied der Regionalkonferenz Süd der Brasilianischen Bischofskonferenz (CNBB). Auf nationaler Ebene war er für die Kinder- und Altenpastoral verantwortlich. Auch im Rat der lateinamerikanischen Bischöfe engagierte er sich für die Pastoral.